# Latere Han
De Latere Han is een van de Vijf Dynastieën, die het noorden van het Chinees Keizerrijk regeerde tijdens de periode 907 en 960. Het was een van de kortste regeerperiodes uit de geschiedenis van China, namelijk van 947 tot 951. Keizer Liǔ Zhīyuǎn regeerde van 947 tot 948 en keizer Liǔ Chéngyòu van 948 tot 951.

## Context
De vorige dynastie, de Latere Jin (936-947), kwam aan de macht dankzij zijn noorderbuur, de Kitans van de Liao-dynastie. Na de dood van keizer Liao Taizong in 947 kwam zijn neef Liao Shizong, een gematigd heerser, aan de macht. Er ontstond een machtsvacuüm, waarvan Liǔ Zhīyuǎn profiteerde om eigen dynastie te creëren. Helaas regeerde hij maar kort en werd hij opgevolgd door zijn zestienjarige zoon Liu Chengyou. Liu Chengyou kwam in conflict met zijn belangrijkste generaal, Guo Wei, die hem van de troon stootte en een eigen dynastie stichtte, de Latere Zhou.
Gebruikmakend van het tumult, scheurde de Noordelijke Han zich af en stichtte een afzonderlijk koninkrijk.
Xia · Shang · Zhou · Qin · Han · Drie Koninkrijken · Jin · Zuidelijke Dynastieën · Noordelijke Dynastieën · Sui · Tang · Vijf Dynastieën · Jin (Jurchen) · Song · Yuan · Ming · Qing